# Fundación Padre Vinjoy
La  Fundación Padre Vinjoy de la Sagrada Familia es una organización de Asturias creada en 1876 por Domingo Fernández Vinjoy y constituida como fundación en 1923. Las actuales instalaciones actuales de la fundación, ubicadas en la falda del Monte Naranco, fueron inauguradas el 4 de octubre de 2000  y se componen de 16.500 metros cuadrados en los que se encuentran sus cinco edificios. Desde septiembre de 1997 su director gerente es Adolfo Rivas Fernández.
Fue en sus anteriores épocas Asilo de Huérfanos, el Colegio de Sordos y el Centro de Recursos de Intervención Integral de la Sordera. Actualmente su actividad aborda además de la atención integral a la sordera y la comunicación, la intervención socioeducativa con personas con discapacidad intelectual, psicosocial o problemática de salud mental, y la intervención socioeducativa avanzada con menores y jóvenes en situación de riesgo o conflicto social, además del desarrollo comunitario, orientación e inserción laboral y de la propuesta de alternativas socioeducativas y de trasformación social.
Actualmente la Fundación articula su actividad en tres líneas de intervención y diez Centros e Institutos que, a su vez, se estructuran en programas y centros dependientes, variando su número y actividad en función de las necesidades.
Su órgano máximo de gobierno, el Patronato,  se encuentra representado por el Gobierno del Principado de Asturias, la Junta General del Principado y el Arzobispado de Oviedo.

## Historia
Podemos situar los antecedentes de la historia de la Fundación Vinjoy  en el año 1876 cuando Domingo Fernández Vinjoy comienza a realizar labores de ayuda al colectivo de huérfanos/as y desvalidos/as, mediante la solicitud de limosna y la recogida de estos/as niños/as en su propia casa.
En 1906 se logra la institucionalización del proyecto mediante la construcción de un edificio en la avenida del Cristo de las Cadenas (Oviedo), con la aportación del dinero sobrante en la equipación del Batallón Principado de Voluntarios que había sido recaudado por la Junta del Principado para la defensa de Cuba. El 14 de julio de 1923 se constituye legalmente la Fundación como institución benéfica.  Tras la guerra civil española y la destrucción del edificio los/as niños/as pasaron a integrarse en la Residencia Provincial de Niños.
En marzo de 1959 se modificaron sus Estatutos, pasando a ser sus objetivos la enseñanza de niños/as sordomudos/as y ciegos/as, abriendo en 1962 la Escuela de Sordomudos o Centro de Audición y Lenguaje.
A partir de 1982, año de la Ley de Integración, que tenderá a escolarizar a los/as alumnos/as con alguna deficiencia dentro de la escuela ordinaria, el número de alumnos/as disminuye drásticamente. El curso 1992/93, ante el mal estado de las instalaciones, es el último celebrado en el edificio histórico.
En el año 1997 comienza una nueva época de la Fundación, iniciándose un proyecto de intervención integral de la sordera que convertirá a la Fundación en referente nacional en este ámbito.
En el año 2000 se inaugura el nuevo complejo de la Fundación, uno de los equipamientos adaptados más importantes del Estado. Uno de los centros de referencia de la Fundación, el Instituto Superior de la Lengua de Signos, nace con la misión de desarrollar esta lengua en nuestra comunidad, de extenderla y de formar adecuadamente a profesionales, tanto intérpretes oficiales (titulados y especializados) como otros profesionales vinculados a las personas sordas.  El Ciclo Formativo de Grado Superior de Interpretación de la Lengua de Signos y Guías de personas sordociegas se inició en septiembre de 2001. Por su parte, la Escuela Nacional de Audioprótesis comienza su actividad en 2003, apoyada por todas las entidades de ámbito estatal vinculadas a la audioprótesis, logopedia y otorrinolaringología, pretendiendo ser una respuesta de calidad a una necesidad.
En marzo de 2005 se modifican los Estatutos, adaptándolos a la nueva realidad e incluyendo en el patronato a un director general de la Consejería de Salud y Servicios Sanitarios, completando, con esta incorporación, la presencia en el órgano de gobierno de la Fundación de las tres consejerías vinculadas a la actividad de la misma: Salud y Servicios Sanitarios, Educación y Ciencia y Vivienda y Bienestar Social.
En julio de 2006 queda definida una nueva línea de trabajo: personas en situación de grave conflicto personal y social (trastornos de comportamiento, conducta). Por último, en marzo de 2007, se aprueba el desarrollo de este nuevo Proyecto General de Intervención, que incluye las dos nuevas líneas, y se encarga al director gerente de la entidad que lidere operativamente también esta nueva época.
En 2007 se constituye el Centro de Recursos para la Intervención Socioeducativa, a partir de la Escuela de Animación Especializada, dedicada principalmente a formación del voluntariado, completándose su actividad con los Programas de Formación en Intervención Socioeducativa y Consultoría, Asistencia Técnica y Acompañamiento a Proyectos. El Centro de Intervención Socioeducativa con Menores, comienza su actividad en octubre de 2006, con el Programa Trampolín (unidades combinadas para alumnos de secundaria con graves trastornos de comportamiento, dependiente de la Consejería de Educación y Ciencia), que tiene vocación de ser modelo y referencia de respuesta original y eficaz para un colectivo de menores que quedaba excluido “de hecho” del sistema educativo, mostrando, a día de hoy, unos resultados sorprendentes y esperanzadores. Además, este Centro cuenta con el Programa Puente (mediación socioeducativa y acompañamiento a menores en situación de riesgo social o conflicto social), funcionando desde el segundo semestre de 2009 y el Programa de Formación Ocupacional, PCPIs y Apoyo Formativo, comenzando el primer PCPI de esta línea en septiembre de 2013.

## Reconocimientos
Entre los reconocimientos recibidos por la tarea realizada por la Fundación Vinjoy se encuentran la Cruz de Oro de la Orden Civil de la Solidaridad Social,   que fue entregada en la Zarzuela en 2005,  y la Medalla de Asturias, entregada en el acto institucional del Día de Asturias en Oviedo.

## Actividad Actual
En la actualidad las tres líneas que vertebran la actividad de la Fundación y que agrupan los diez Centros e Institutos en los que se articula son:
- Línea de Intervención Integral con la Sordera y Comunicación.
- Línea de Intervención Socioeducativa con Personas con Discapacidad Intelectual, Psicosocial o Problemática de Salud Mental .
- Línea de Intervención Socioeducativa Avanzada con Menores y Jóvenes en situación de Riesgo o Conflicto Social.

Los diez Centros e Institutos a su vez se dividen en centros dependientes y programas en desarrollo, en un intento de ordenar operativamente un Proyecto General de Intervención que, por una parte, se basa en el pensamiento estratégico de transformación de la realidad y, por otra, trata de dar una respuesta socioeducativa eficaz y de calidad a la situación y necesidades actuales.
Los diez Centros e Institutos en los que se estructura la Fundación son: 
- Instituto de Atención Temprana y Seguimiento (IATYS)[8]
- Centro de Recursos Sociales y Educativos[9]
- Instituto Superior de la Lengua de Signos[10] y Mediación Comunicativa[11]
- Escuela Nacional de Audiología Protésica[12]
- Centro de Apoyo a la Integración Vinjoy (CAI Vinjoy)[13]
- Centro de Normalización a través del Arte[cita requerida]
- Centro de Intervención Socioeducativa con Menores y Jóvenes[cita requerida]
- Centro de Recursos para la Intervención Socioeducativa[cita requerida]
- Centro de Desarrollo Comunitario.
- Instituto de Alternativas Socioeducativas[cita requerida]